# ゲド戦記
『ゲド戦記』（ゲドせんき、Earthsea）は、アーシュラ・K・ル＝グウィンによって英語で書かれ、1968年から2001年にかけて出版されたファンタジー小説のシリーズ名である。原題は『アースシー』（Earthsea）あるいは『アースシー・サイクル』（Earthsea Cycle）であるが、日本では岩波書店に所属していた装丁家の田村義也によって「ゲド戦記」と名付けられた。「戦記」とあるが、戦争や戦闘が中心の物語ではない。また、ゲドが主人公として行動するのも最初の1作のみである。全米図書賞児童文学部門、ネビュラ賞長編小説部門、ニューベリー賞受賞。
英語圏におけるファンタジー作品の古典として、しばしば『指輪物語』『オズの魔法使い』と並び称される。文学者マーガレット・アトウッドは『ハリーポッター』や『氷と炎の歌』など近年流行した幻想小説に影響を与えた作品として、『ゲド戦記』第1作の『影との戦い』を挙げている。

## 作品一覧
日本語版は、清水真砂子の訳により、岩波書店から出版されている。岩波少年文庫、ハードカバー、内容は変わらないが、大人向けにデザインを変えた物語コレクション、映画化の際に発行したソフトカバーの4ヴァージョンが発売されている。
「影との戦い」のみ、同時代ライブラリー（現在は終刊）から発売されたことがある。
- 「影との戦い」A Wizard of Earthsea（原語版1968年、日本語版1976年）
- 「こわれた腕環」The Tombs of Atuan（原語版1971年、日本語版1976年）
- 「さいはての島へ」The Farthest Shore（原語版1972年、日本語版1977年）
- 「帰還 -ゲド戦記最後の書-」Tehanu, The Last Book of Earthsea（原語版1990年、日本語版1993年）
- 「アースシーの風」The Other Wind（原語版2001年、日本語版2003年）
- 「ゲド戦記外伝（ドラゴンフライ）」Tales from Earthsea（原語版2001年、日本語版2004年）

2007年現在、日本語版の発行部数は200万部。

## あらすじ
この世で最初の言葉を話したセゴイによって海中から持ち上げられ創られたと伝えられる、太古の言葉が魔力を発揮する多島海（アーキペラゴ）、アースシーを舞台とした魔法使いゲドの物語。アースシーのうち、主にハード語圏では森羅万象に、神聖文字で表記される「真（まこと）の名前」が存在し、それを知る者はそれを従わせることができる。人は己の真の名をみだりに知られぬように、通り名のみを名乗る。主人公を例に採ればゲドが真の名で、ハイタカが通り名である。

### 影との戦い
原題：A Wizard of Earthsea (1968年)
ゲド（ハイタカ）の少年期から青年期の物語。ゲドは才気溢れる少年だったが、ライバルよりも自分が優れていることを証明しようとして、ロークの学院で禁止されていた術を使い、死者の霊と共に「影」をも呼び出してしまう。ゲドはその影に脅かされ続けるが、師アイハル（オジオン）の助言により自ら影と対峙することを選択する。クライマックスで、ゲドは「影」が自身の暗黒面であったことに気づく。

### こわれた腕環
原題：The Tombs of Atuan (1970年)
アチュアン神殿の大巫女テナー（アルハ）が中心の物語。「名なき者たち」に仕える巫女達によって親から引き離され、名前（自己）を奪われ、地下神殿の闇の中で大巫女として育てられるテナー。そこに、二つに割られ奪われた「エレス・アクベの腕輪」（銀製）を本来あるべき場所に戻し、世界の均衡を回復しようとする大魔法使いゲドが現れる。腕輪奪還と「名なき者たち」との争いの過程で地下神殿も崩壊する。少女の自己の回復と魂の解放の物語でもあり、ゲドとテナーの信頼、そして愛情の物語としても読める。

### さいはての島へ
原題：The Farthest Shore (1972年)
大賢人となったゲドが登場する。世界の均衡が崩れて魔法使いが次々と力を失う中、エンラッドから急を知らせに来た若き王子レバンネン（アレン）と共にその秩序回復のため、世界の果てまで旅をする。ゲドの留守中に“石垣の向こう側”から“この世”へ侵入があり、学院の守りも破られてしまう。
なお、終焉と世界の変化を暗示する結末から、第4巻が発表されるまでの18年間、ゲド戦記は「三部作」とされていた。

### 帰還
原題：Tehanu, The Last Book of Earthsea (1990年)
ゲド壮年期の物語である。ゲドは先の旅で全ての力を失い、大賢人の地位を自ら降りて故郷の島へ帰ってきた。そこでは、子供たちを産み未亡人となったテナー（ゴハ）が、親に焼き殺されかけた所を危うく救われた少女テハヌー（テルー）と生活していた。ゲドはテナーと生活を始める。ところが元大賢人と元巫女という存在は故郷の一般の魔法使いにとっては目障りでしかなく、3人の「弱き者」たちを容赦なく悪意に満ちた暴力が襲う。魔法の力を失った後に見えて来るアースシーの世界を覆う価値観とは、一体何なのか。それを作者自らが問いかけている作品とも言える。
「さいはての島へ」から本作の発表までに長い期間があり、フェミニズム色の強い本作第に戸惑う読者も、また高く評価する読者も、どちらも少なくないようである。また、「アースシーの風」以降は「9.11」（アメリカ同時多発テロ）後の混沌としたアメリカの世界観が如実に表れている。旧版では“―ゲド戦記最後の書―”という副題が付されていた。

### アースシーの風
原題：The Other Wind (2001年)
かつてゲドと共に旅をし、アースシーの王となったレバンネン（アレン）や、ゲドの妻となったテナー、その二人の養女となったテハヌー（テルー）が物語の核となっていく。竜や異教徒のカルガド人によって、従来の正義であった「真の名」という魔法の原理への批判が行われ、それまで作り上げられてきたアースシーの価値観を根本から壊していくような物語構造となっている。女の大賢人の可能性や世界の果てにある理想郷、また死生観への再考、長年敵対していたカルガド帝国との和解も暗示される。テハヌーと竜との関わりも明らかにされ、確実に物語の中心はゲドからレバンネン、テハヌーの世代へと移り変わっている。
原題 The Other Wind（別の風、別の思潮）に対し、日本語版の題名は「新しい風」となる予定だったが、「新しいではない」との翻訳者および作者本人の意見を受け、現在のものとなった。

### ドラゴンフライ アースシーの五つの物語
原題：Tales from Earthsea (2001年)
日本語版の初刊時は「ゲド戦記外伝」という題だったが、のちに「ドラゴンフライ アースシーの五つの物語」へ改題されている。
『アースシーの風』以前に発表された中短編5作品と、著者によるアースシー世界についての解説を収録している。特に「ドラゴンフライ」は「アースシーの風」と深いかかわりがあり、先に書かれたこちらを読むと理解が早い。

#### 収録作品
「カワウソ」
原題：The Finder
ロークの学院開設の功労者にして、初代守りの長、メドラ（カワウソ/アジサシ）の一生を通じて、学院の黎明期を描く。
「ダークローズとダイヤモンド」
原題：Darkrose and Diamond
エシーリ（ダイヤモンド）とローズの恋物語（ローズの方は真の名が明かされない）。
「地の骨」
原題：The Bones of the Earth
アイハル（ダンマリ、のちにオジオン）がヘレス（ダルス）に師事した時と、二人が協力してゴントの大地震を鎮めた時の顛末。
「湿原で」
原題：On The High Marsh
ロークから逃げ出した魔法使いイリオス（オタク）と、彼を匿った未亡人エマー（メグミ）、そしてイリオスを追ってきた大賢人ゲドの物語。
「ドラゴンフライ」（旧題：トンボ）
原題：Dragonfly
『アースシーの風』の重要人物オーム・アイリアン（ドラゴンフライ）の幼年期と青春時代、ロークへの旅と呼び出しの長達との対立、竜への覚醒までを描く。
アースシー解説
アースシーの設定について、文化や歴史、伝説などの、作者による解説。

### その他、アースシー世界を舞台とした作品
ル＝グウィンの初期短編集『風の十二方位』（The Winds Twelve Quarters, 1975年）に下記がある。
- 「解放の呪文」（The Word of Unbinding, 1964年）
- 「名前の掟」（The Rule of Names, 1964年）

イェボーが名前を明かされた顛末。後にゲドがこの経緯をもとにイェボーと取引をした。
- 『火明かり　ゲド戦記別冊』岩波書店（日本語版オリジナル編集、2025年）
未邦訳だった短編2編と作品論を収録
- The Daughter of Odren, 2014年
- Firelight, 2018年

## 世界設定
物語が展開するアースシーは、後述のように幾つもの島が集まった海域であり、大陸は存在しない。多島海の外部世界についての知識は作中では知られていない。
羅針盤が機能し、北に行くと気温が下がり、南に行くと気温が上がるなど、地球の北半球に似た世界である。また、南北方向に移動すると見える星座も変化する。地動説を前提にしているともとりうる台詞もある。
人々の大半は赤い肌や浅黒い肌をしており、白い肌を持つのは東海域にあるカルガド帝国の住民のみである。

### 地名
アースシー
物語の舞台である多島海世界。魔法を受け入れる文化を持つハード語圏と、魔法を嫌うカルガド帝国に大まかに分かれ、前者はさらに中央部の多島海(アーキペラゴ)と東西南北の各辺境海域に区分される。
ハード語圏において魔法は身近な存在であり、医者にして化学者であり天気さえ変える力のある魔法使い（常に持つ杖が称号保持者の証明となっている」）はもちろん、まじない師の類いであっても町の識者として敬意を集めている。対照的にカルガド帝国では鎧や船などの技術に長け、戦や略奪を好む野蛮さで知られている。
ハブナー島
アースシーにおいて、人間が居住しているものとしては最大の島。多島海のさらに中央に所在する。
ハブナー・グレートポート
ハブナー島の、そしてアースシー最大の都市。港町。かつてアースシー全てを支配していた王朝の首都であった。「帰還」以降、アースシー王となったレバンネンがここを首都としている。
ローク島
多島海の中海に所在する、魔法使いを養成する学院が存在する島。アースシー世界の中心で、レバンネンがその座につくまで空位が続いていたアースシーの王に代わって、秩序を維持するものとしてアースシーに強い影響力を与えていた。悪しきものが近づこうとすると、周囲（厳密にはその船の進路前方）に嵐の防護壁「ロークの風」が自動で築かれる。
ゴント島
北海域に位置する小さな島で、ゲドの故郷。ひなびた田舎だが、アイハルや後に「武勲（いさおし）」が作られるゲドなど、高名な魔法使いを何人も輩出し「ゴントの名産品はヤギと魔法使い」と評される。アースシー北東部のカルガド帝国と隣接し、度々侵攻されている。
エンラッド島
北海域に位置する島で、レバンネンの故郷。近隣にあるエア島と共に、アースシーでも歴史の古い島として知られる。
アチュアン島
カルガド帝国を構成する島の一つ。ほぼ中部にある。テナーの出身地。太古の力を「名なきもの」としてまつる神殿がある。
セリダー島
西海域のさらに最西端に位置する、アースシーの「さいはての島」。

### 国、組織、団体など
学院
魔法を正しい方向に導く（白魔術化する）ために設立された学校。男子校。正式な校名はなく、「学院」、または所在地名で「ローク」とのみ呼ばれる。
魔法を教授する、風・詩・姿かえ・手わざ・名付け・守り・薬草・様式・呼び出し（五十音順）の9人の「長（おさ）」と大賢人、計10人の賢人によって管理される。アースシーにおける魔法使いとは、学院卒業者のことを指す、いわば学位である。「魔法使い」の称号を受けていなければ、いかに優れた技の持ち主でも「まじない師」でしかない（女性の入学は許可されていないため、女性はどれほど魔法の才能があっても「魔法使い」にはなれない）。入学に当たっては別の魔法使いから大賢人に宛てた、本人を魔法使いを目指すにふさわしい者とする推薦状の親書が必要。守りの長に自身の真の名を名乗らなければ敷地内には入ることさえ出来ない、どんな扉開け・開錠の術も撥ね返す堅い守りが固められている。逆に卒業し出て行く時には守りの長の真の名を探り当て呼ばないと外に出られない。
『ゲド戦記』が用いた概念の中で最も大きな影響があったのは「正しい魔法は学校で学ぶ」というこの制度であり、『ハリーポッター』を筆頭に多くの現代ファンタジー作品が追随した。
カルガド帝国
アースシーの東部に位置する小国。ハード語圏とは言語や人種が異なる（ハード語圏の人々は有色、カルガド人は白人）。魔法を忌み嫌い、アチュアンの地に祀られた太古の兄弟神、ウルアーとアトワーを崇めている。近隣のハード語圏の島にたびたび侵攻している。
竜
アースシーに住む、人間とは異なる知的生物。人間より賢く、遥かに長命で、多くは人間を見下している。いくつかの例外を除き、人間のような通り名は持たず、真の名だけを持つ。また、彼らの使う言葉は魔法に使われる「真のことば」であり、すなわち全ての竜は魔法を使う。真のことばで嘘を言うことさえあり、人間には見抜く方法がないので騙されることになる。

### その他の用語
真の名（まことのな）
アースシーにおいて、すべてのものを支配できるもの。砂の一粒、水の一滴まで森羅万象が真の名を持っており、真の名を知っていればそれを操ることができる。人間については「本名」とも呼ばれる。学院ではこの全てを覚えることも学業の一環として課される（24時間でページの一覧が消去される魔法仕立ての教科書がある）。魔法使いには真の名を探り出す術をもっているものもおり、ゲドは生まれつき真の名を探り出す術に長けている。
人間の場合、成人の儀式の際に、儀式に立ち会う魔法使いやまじない師の口を借りて洗礼の形で知らされる。通常は一生変わることはないが、強い力を持つ魔法使いであれば、（無理やり）新しくつけかえて相手を生まれ変わらせることもできる。また、自分の真の名を相手に知られると、たとえ魔法使いであってもその相手に対しては完全に無防備になる。そのため一般に、よほど信頼できる相手でない限り、真の名を他人に明かすことはない。
魔法
魔法使いの類によってかけられる。魔法をかけるにはまず相手（または物）の真の名を知らなければならない。その上で神聖文字を唱える。すると相手を操り、更にはそのものの本質を変えることさえできる。しかし本質を変えることは宇宙の規律を一時的にせよ操作することでもあり、濫用は厳しく戒められている。神聖文字とは、太古の昔、セゴイが海中から島々を持ち上げアースシーの世界を創った時に使われ語られた「真のことば」であり、ひいては竜のことばでもある。
太古の力
大地が持つ力であり、アースシー創世から存在するとも言われる。カルガド帝国では信仰の対象ともなっており、その中心がアチュアンの墓所である。
太古の力は必ずしも魔法と対立するものではなかったが、ロークの学院設立以降、徐々に蔑まれるようになった。しかし、ローク島自体が本来は太古の力の中心であり、物語中でも、竜のカレシンなどに度々言及されている。
黄泉の国（よみのくに）
死者のゆく世界。仮死状態になると、生者の世界とを分ける石垣まで行くことができる。不毛な乾ききった土地で、そこに暮らす死者はいかなる感情も表さず、かつて親しかった者と会っても、気づくこともない。ハード語圏の人々のみの姿が見られ、輪廻転生を死生観とするカルガドでは「魔法使いたちは死ぬと、生まれ変わることもない、翼があるのに空も飛べない怪物になってしまう」という形で言い伝えられている。物語の要所で度々登場し、最終巻ではアースシーの魔法の原理である「真の名」のメカニズムと、黄泉の国がなぜ生まれたのか、なぜ死者に感情がないのかという謎が明かされる。

## 登場人物
ゲド / ハイタカ（原書ではSparrowhawk）
アースシーの魔法使いで大賢人。北海域のゴント島・十本榛の木村の出身。“ロークの学院始まって以来の秀才”と評され、最後の大賢人。ゲドが退いた後、大賢人は選出されていない。また竜と交渉出来る者、竜王でもある。学院生時代に「影」を呼び出し顔に傷を負う。レバンネンと共に最果ての地に赴き世界の均衡を取り戻すが、魔法の力を失う。
アイハル / オジオン
ゴント島の南西にある最大の町、ル・アルビに住む魔法使い。別名“沈黙のオジオン”。山羊飼いだったゲドに魔法使いの才能を見出し、彼を魔法学院があるローク島に送り出す。ゴントの大地震を、S波が来る前に師匠と共に鎮め、被害が出るのを防いだことで島民から敬愛されている。訳者・清水曰く、「オギオン」（Ogion、松かさ）を誤訳してしまい、訂正も出来なかったとのこと。
エスタリオル / カラスノエンドウ
ゲドの同期生。東海域のイフィッシュ島出身。「影」に襲われ重傷を負い、自分さえ信じられなくなっていたゲドを親友と認め、自らの真の名を明かした。ゲドより先に卒業し、やはり魔法使い（ゲドは事件が原因で留年した）。のち、ゲドと共に「影」との対決に臨む。妹のケスト（ノコギリソウ　真の名は太古の言葉でメダカのこと）、弟のウミガラスがいる。ウミガラスの方は真の名は不明。
ヘレス / ダルス
アイハルの師匠。その昔、ゴント大地震が起きた際に、当時第一線の魔法使いだったアイハルと共にゴント山に呼びかけて、被害が出る寸前に揺れを鎮めた。アイハルとゲド、テナー、テハヌーの家の持ち主。
テナー / アルハ、ゴハ
かつてカルガド帝国においてアチュアンの墓地の巫女をしていた女。ゲドの活躍により、巫女アルハ（カルガド語で「喰らわれし者」）からテナーに戻る。 後にアイハルの庇護を受け、テハヌーを引き取る。世界の調和を保つエレス・アクベの腕環をカルガド帝国から取り戻した「腕環のテナー」として、真の名を公にしている数少ない存在。
テハヌー / テルー
幼い頃、両親からの虐待により顔の左半分がケロイドとなった障がい者の少女。人間の親から生まれた竜の化身でカレシンの娘と言われる。
レバンネン / アレン
エンラッドの王子。呼び名はエンラッド語で“剣”。真の名は太古の言葉でナナカマドのこと。ゲドと共に最果ての地に赴き、生きて死後の世界から帰り、アースシーの王座に就く。
カレシン
最長老にして竜族の長を務める竜。崩れてしまった世界の均衡を再び正してもらう代わりに、ゲド達を援助する。
アイリアン / ドラゴンフライ（旧訳：トンボ）
オーム・アイリアンとも。テハヌーと同じく、人間の親を持ちながら竜である存在。自分の存在を探求していく過程で、女人禁制が徹底されているロークの学院に例外的に招かれ、己の真の姿を見出す。例外的に真の名を2つ持つ。
イエボー
人間の領地に侵入して住み着き、子供を育てていた竜。普段はペンダーにいる。度々人間の船や居住地を襲っていたが、ゲドに真の名を見破られ、調伏される。人の姿に化けることができるという。
ゲドの外伯母
ゲドの母の姉で彼の生まれた村の女まじない師。早くに母を亡くしたゲドの母代わりでもあり最初の魔法の師匠でもある。高度な教育は受けておらず、魔法を乱用するような傾向はあったものの、大賢人となったゲドが｢かなりの強い力｣と評する魔法力を持ち、真っ当と思われる術を選んで甥に教授していくなど教育者としての分別も有していた。

## 映像化作品

### テレビシリーズ
- 米SCI FI Channelが、「影との戦い」「こわれた腕環」のストーリーを Earthsea のタイトルで実写映像化（ミニシリーズ）、2004年秋に放送された。ゲドの師、オジオン役にベテラン黒人俳優ダニー・グローヴァーが充てられている[12]。日本でも『ゲド〜戦いのはじまり〜』として、DVDが2006年8月4日に発売された（日活）。
- A24版。- 2018年、ル＝グウィンが他界する前にプロデューサーのジェニファー・フォックス（英語版）が映画化権を取得したことが報じられる[13]。2019年の時点で映画シリーズの予定を、TVシリーズ化に切り替えて製作は続行。出資・制作するのはインディペンデント系のA24[14]。

### アニメ映画
スタジオジブリ制作、宮崎吾朗監督・脚本。東宝配給で2006年7月29日より、長編アニメーション映画として劇場公開された。なお、この映画の副題として用いられている Tales from Earthsea は、原作「ゲド戦記外伝（ドラゴンフライ）」の原題である。
「さいはての島へ」を中心に、他の巻の要素と宮崎駿の短編「シュナの旅」の要素を加えてストーリーを編集した、独自の脚本である。ル＝グウィンの公式コメントで、意に反する内容に改められていたことが明らかになり、論議を呼んでいる。

## 舞台化作品

### (舞台)「ゲド戦記 -影との戦い-」
乙戯社「リーディング・ミュージカル『ゲド戦記ー影との戦いー』」。乙戯社 代表いちかわともが「誰でも気軽に劇場に足を運んで欲しい」とカンパ制公演として企画。 神奈川県 マグカルシアター  2024参加作品として、神奈川県立青少年センターのスタジオHIKARI にて2024年5月17日から3日間5公演上演された。上演時間約100分。SNS上では『舞台ゲド戦記』の略称を用いて拡散された。
作品は「影との戦い」をベースにゴント島、ロークの魔法学院、竜の棲む島、テレノン宮殿、クライマックスの地 を舞台に若干筋書きとキャラクターを変えて舞台化。セレットがオジオンの小屋からセレットを名乗り、王女になってからはアユオーラと名乗る形で配役を増やしている点とクライマックスの土地が違う点が原作と大きく異なる。リーディング・ミュージカルとして朗読、群読、群舞、歌唱と多彩な構成で表現されており、プロジェクションを用いた映像演出で動物や竜を表現した。

#### キャスト
- ゲド/ハイタカ：堀内裕太
- ヒスイ：松永彩羽
- カラスノエンドウ：横野元紀
- アユオーラ：伊藤千紗

- セレット：芹澤優花
- ベンデレスク：落合大樹
- オジオン：菊地春菊
- ドリー叔母：高村香里
- ノコギリソウ：田村桃歌
- ネマール：橋本麻玲
- クレムカムレク：つくもゆう

#### スタッフ
- 主催：神奈川県、乙戯社
- 企画制作：乙戯社
- 演出・脚色：いちかわとも
- 脚本：平石耕一
- 音楽：佐々井宏太
- 舞台監督：鈴木良輔
- 音響：影山練
- 照明：柚希
- 舞台美術：立花みず季
- 映像：山同燐
- 振付：下村唯、つくもゆう
- 宜伝美術：菅功佳
- 当日運営：加藤じゅんこ

## 関連事項
- 言霊
- 忌み名
- 通過儀礼